# Ataques do aiquidô
Kogeki waza (em japonês:  攻撃 技) é o termo pelo qual são conhecidas as técnicas de ataque. Na cércea do aiquidô, assim como técnicas de defesa, os movimentos de ataque são derivados dos movimentos com a katana. À época em que os samurais ainda eram classe dominante no Japão, estes deveriam portar sempre duas espadas, uma faca, um leque e uma calça (hakama), tal como um homem ocidental hoje veste um terno com gravata. Dessa forma, independentemente de ele saber manejar habilmente uma espada, portaria as duas espadas e os estilos de Kobudô (os diversos estilos de Bujutsu) foram formados em uma sociedade militar que convivia diariamente com a espada.
As técnicas de segurar os pulsos eram bastante comuns para evitar o saque de uma espada ou para desarmar um oponente.
Filosoficamente, a modalidade não se utilizam falsos ataques, pois a intenção de um aiquidoca deve ser sempre sincera e precisa, devendo ter em mente que quando está treinando na posição de uke, ainda está treinando, e por isso tem que manter o mesmo espírito e princípios durante o treino inteiro.
Por essa razão que no kihon waza (treino básico) não há imposição de resistência contra o nage (assim como não há resistência do nage contra o uke), não há técnicas de chute (assim como o nage também não desfere chutes contra o uke), a não ser que o shidoin (instrutor) solicite um treino dessa forma (oyou waza).
A inicitiva do movimento parte do nage e, portanto, treina-se kihon waza com os ataques em início. Assim, deve-se encarar que as técnicas de ataque seriam apenas o começo de um ataque completo e um uke tentando resistir à defesa contra um katate tori, por exemplo, seria como se o ataque terminasse no agarramento ao pulso, que na verdade seria a inicitiva de um outro ataque, como um atemi ou mesmo um golpe de nage.
Basicamente todas as técnicas de ataque de pé (tachi waza) possuem sua variação com ambos uke e nage ajoelhados (suwari waza) e com uke em pé e nage ajoelhado (hanmi handachi), além das técnicas com múltiplos uke (Futari Gake, dois ukes; san nin gake, três pessoas; yon nin gake, quatro pessoas…), técnicas de bukiwaza (armas), que podem ser com ambos munidos de armas (kumi tachi e kumi jo) ou com apenas o uke munindo armas (tachi dori, jo tori e tanto dori) e as técnicas mistas, com mais de um ataque combinado.
A palavra tori tem a variante dori conforme a palavra precedente e também pode ser escrita com o kanji (ideograma) mochi, com um significado mais sutil em relação ao tori, que teria um tom mais agressivo comparativamente.

## Ataques frontais
Um dos princípios do aiquidô é o zanshin, o espírito sempre alerta. Dessa forma o aiquidoka tenta sempre manter seus ukes ao alcance de sua visão.

### Shomen tsuki
Shomen tsuki (正面突き, soco reto) ou choku zuki (直突き) é o soco simples, directo, que é feito para simular o golpe de perfuração da espada. Com maai a média distância, o uke se desloca em posição de hanmi (com corpo lateralmente exposto) desferindo um soco reto em direção ao ventre do nage. Uma de suas variações chama-se men tsuki, o soco em direção ao rosto e outra chama-se muna tsuki, o soco em direção ao peito.

### Shomen uchi
Shomen uchi (正面打ち, Shōmen-uchi, pancada directa). Trata-se de um ataque desferido em linha reta, isto é, à semelhança de um golpe desferido com uma espada, de cima para baixo, como um corte. Treina-se à meia-distância, deslocando-se em direção ao nage desferindo-lhe um golpe com a faca da mão, partindo o ataque do topo da cabeça em direção ao topo da testa do nage. Como variação, pode ser utilizado para descrever qualquer ataque que venha em direção reta ao nage, tal como o mae geri (chute reto).

### Yokomen uchi
Yokomen uchi (横面打ち). É assemelhado ao golpe shomen uchi, todavia a trajectória, em vez de seguir uma linha directa de cima para baixo, segue uma partindo de uma das laterais. Treina-se à meia-distância, deslocando-se lateralmente ao nage desferindo-lhe um golpe com a faca da mão, partindo o ataque do topo da cabeça em direção à região parietal do nage. Como variação, pode ser utilizado para descrever qualquer ataque que venha em direção lateral ao nage, tal como o mawashi geri (chute circular).

### Katate dori
Katate dori (片手取り). Trata-se de um ataque realizado segurando-se uma das mãos do oponente. Feito a uma distância média distância.
- Ai hanmi katate dori ((追い半身 片手取り) ou kosa dori (交叉取り) , o uke se desloca em posição de hanmi (com corpo lateralmente exposto) e segura, com a mão do mesmo lado que o pé à frente, o pulso do nage em posição de saque de espada (mão exposta à frente mais próxima ao pé do lado oposto ou ao centro do corpo).
- Gyaku hanmi katate dori (逆半身 片手取り) ou katate dori (片手取り). Com maai a média distância, o uke se desloca em posição de hanmi (com corpo lateralmente exposto) e segura, com a mão do mesmo lado que o pé à frente, o pulso do nage em posição de kamae (mão exposta à frente mais próxima ao pé que está à frente).
- Katate ryote dori ou morote dori - Com maai a média distância, o uke se desloca em posição de hanmi (com corpo lateralmente exposto) e segura, com ambas as mãos, o pulso do nage em posição de kamae (mão exposta à frente mais próxima ao pé que está à frente).
- Ryote Dori - Com maai a média distância, o uke se desloca em posição de hanmi (com corpo lateralmente exposto) e segura os dois pulsos do nage em posição de kamae (mão exposta à frente mais próxima ao pé que está à frente).
- Kata sode tori - "Manga proximal do nage". Também chamado de oku sode tori (quando se referir à parte mais distal da manga do nage) ou simplesmente de  kata dori (ombro do nage). Com maai a média distância, o uke se desloca em posição de hanmi (com corpo lateralmente exposto) e segura, com a mão do mesmo lado que o pé à frente, a manga do nage em posição de kamae (mão exposta à frente mais próxima ao pé que está à frente).
- Muna dori - "peito do nage". Variação do kata dode tori, segurando a gola do dogi do nage ao envés da manga. Este ataque é executado pensando-se em um shime (estrangulamneto) ou em conjunto com o kata sode tori para executar um nage waza (técnica de projetar, derrubar).

## Ataques por trás
Embora se treine manter o uke na linha de visão, no aiquidô também se treinam técnicas com os ataques vindos pelas costas para o desenvolvimento da sensibilidade. Em dojo (local de treino) em que haja espelhos, deve-se treinar sem olhar para eles ou se perde o sentido de se treinar ushiro waza.
Os ataques podem ser realizados em   i-dori , com o nage parado aguardando o golpe vir pelas costas, ou em awase, quando o uke tenta completar um ataque pelas costas, mas o nage se movimenta de forma a não deixar o ataque vir pelas costas.
- Oshiro katate tori  - "segurar o pulso do nage pelas costas". Também chamado de oshiro ryo-katate dori (segurar ambos os pulsos do nage pelas costas), ou de oshiro ryo-katate-kubi tori  (te-kubi seria a palavra mais exata para pulso, enquanto te seria apenas mão). Com maai a média distância, o uke se desloca em posição de ushiro (com corpo atrás do nage) e segura os dois pulsos do nage, segurando primeiramente o pulso mais próximo.
- Ushiro kata dori  - também oshiro ryo-kata dori. Com maai a média distância, o uke se desloca em posição de oshiro (com corpo atrás do nage) e segura as duas mangas do nage, à altura dos ombros, segurando primeiramente a manga do lado mais próximo.
- Oshiro muna dori  - também oshiro katate muna dori, oshiro kubi shime   e oshiro katate kubi shime. Com maai a média distância, o uke se desloca em posição de ushiro (com corpo atrás do nage) e segura um pulso do nage e com o outro ante-braço envolve o pescoço do nage (quando kubishime) ou faz, com este ante-braço um estrangulamento utilizando a gola da frente do nage (quando muna dori), segurando primeiramente o pulso do lado mais próximo.
- Ushiro eri tori   - Com maai a média distância, o uke se desloca em posição de ushiro (com corpo atrás do nage) e segura a gola de trás do nage.
- Ushiro kakae dori  - "abraçar por trás". Com maai a média distância, o uke se desloca em posição de ushiro (com corpo atrás do nage) e abraça o uke na altura do tronco, envolvendo também seus braços. A variação com o abraço direto no tronco, passando por baixo dos braços do nage chama-se ushiro koshi-kakae dori.